# Kombinacja norweska na Zimowych Igrzyskach Olimpijskich 2018
Kombinacja norweska na Zimowych Igrzyskach Olimpijskich 2018 – jedna z dyscyplin rozgrywanych podczas igrzysk w dniach 18–25 lutego 2018 w Daegwallyeong-myeon, w Korei Południowej. Zawody odbyły się w trzech konkurencjach.

## Kwalifikacje
W zawodach mogło wziąć udział maksymalnie 55 zawodników. Narodowy komitet olimpijski mógł wystawić co najwyżej 5 reprezentantów. Zawodnicy mogli wziąć udział, gdy zdobyli co najmniej jeden punkt w Pucharze Świata lub Pucharze Kontynentalnym w okresie kwalifikacyjnym od lipca 2016 roku do 21 stycznia 2018. W jednej konkurencji mogło wystąpić maksymalnie czterech zawodników z jednego kraju.

## Terminarz
Oficjalny terminarz igrzysk.
| Data      | Godzina                         | Konkurencja       | Mistrz IO 2014 |
| --------- | ------------------------------- | ----------------- | -------------- |
| 14 lutego | 15:00 (UTC+09:00) / 7:00 (CET)  | Skocznia normalna | Eric Frenzel   |
| 14 lutego | 17:45 (UTC+09:00) / 9:45 (CET)  | 10 km             | Eric Frenzel   |
| 20 lutego | 19:00 (UTC+09:00) / 11:00 (CET) | Skocznia duża     | Jørgen Graabak |
| 20 lutego | 21:45 (UTC+09:00) / 13:45 (CET) | 10 km             | Jørgen Graabak |
| 22 lutego | 16:30 (UTC+09:00) / 8:30 (CET)  | Skocznia duża     | Norwegia       |
| 22 lutego | 19:20 (UTC+09:00) / 11:20 (CET) | 4 x 5 km          | Norwegia       |

## Medaliści
| Konkurencja             | Złoto                                                            | Czas    | Srebro                                                               | Czas    | Brąz                                                             | Czas    |
| Skocznia normalna/10 km | Eric Frenzel                                                     | 24:51,4 | Akito Watabe                                                         | 24:56,2 | Lukas Klapfer                                                    | 25:09,5 |
| Skocznia duża/10 km     | Johannes Rydzek                                                  | 23:52,5 | Fabian Rießle                                                        | 23:52,9 | Eric Frenzel                                                     | 23:53,3 |
| Drużynowo               | Niemcy Vinzenz Geiger Fabian Rießle Eric Frenzel Johannes Rydzek | 46:09,8 | Norwegia Jan Schmid Espen Andersen Jarl Magnus Riiber Jørgen Graabak | 47:02,5 | Austria Wilhelm Denifl Lukas Klapfer Bernhard Gruber Mario Seidl | 47:17,6 |